# Tom & Jame
Tom & Jame est un duo de disc jockeys et producteurs néerlandais, composé de Thomas Wijnenga et Jaime Linde.

## Discographie

### Singles
- 2012 : Outbound [Elektrolicious (17:44)]
- 2013 : Warrior [Big & Dirty (Be Yourself Music)]
- 2013 : Bowser (avec Nick Mentes) [Get Down Recordings]
- 2013 : Toca (avec Will K) [Neon Records]
- 2013 : Guerilla (avec Robin Riccio) [Cryon Recordings]
- 2014 : Blazin' (avec Jaggs) [Oxygen]
- 2014 : Combat [Revealed Recordings]
- 2015 : Vandals (avec Jack & Jordan) [GURU]
- 2015 : Big Shot [Revealed Recordings]
- 2015 : Buddha (avec Holl & Rush) [Revealed Recordings]
- 2015 : Clap (avec Dannic) [Revealed Recordings]
- 2015 : Find You [Revealed Recordings]
- 2016 : Burn Down [Wall Recordings]
- 2016 : BAD [Revealed Recordings]
- 2016 : What Goes Around [Revealed Recordings]
- 2016 : Hold Up [Fonk Recordings]
- 2016 : Rise (Like a Thousand Suns) [Revealed Recordings]
- 2016 : Energy (avec LePrince) [Wall Recordings]
- 2017 : Nobody But You (avec Joshua Khane)
- 2017 : Move On Me (avec Holl & Rush) [Hexagon]
- 2017 : All Day (avec Dwight Steven) [Metanoia Music]
- 2017 : Ready (avec Dannic) [Maxximize Records]
- 2017 : Step Up (avec Mike Williams) [Spinnin' Copyright Free Music]
- 2017 : In The Air [Revealed Recordings]
- 2017 : Just Like That [Heldeep Records]

### Remixes
- 2013 : Daniel Gregorio, Will K, Marcus Santoro, Mitch Thompson - Open Your Eyes (Tom & Jame Remix) [Neon Records]
- 2014 : Martin Garrix, Jay Hardway - Wizard (Tom & Jame Remix) [SPRS]
- 2014 : Gazzo, Will K, Kyle Richardson - Forth & Back (Tom & Jame Remix) [Armada Trice]
- 2015 : Shermanology, Dannic - Wait For You (Tom & Jame Remix) [Revealed Recordings]
- 2015 : David Guetta, Showtek - Sun Goes Down (Tom & Jame Remix) [What A Music]
- 2015 : Mako & Paris & Simo - Not Alone (Tom & Jame Remix) [Revealed]
- 2015 : Daft Punk - Around The World (Tom & Jame Remix)
- 2016 : Fais & Afrojack - Hey (Tom & Jame Remix) [Wall Recordings]
- 2016 : Bingo Players - Chop (Tom & Jame 2016 Mix)